# Leśnica (Pomerania Occidental)
Leśnica [pronunciación en polaco: /lɛɕˈnit͡sa/] es un asentamiento en el distrito administrativo de Gmina Darłowo, dentro de Sławno Condado, Voivodato de Pomerania Occidental, en el noroeste de Polonia. Se encuentra aproximadamente 8 kilómetros al suroeste de Darłowo, 22 kilómetros al oeste de Sławno, y 157 kilómetros al noreste de la capital regional, Szczecin.
Antes de 1945, el área era parte de Alemania. Para la historia de la región, véase Historia de Pomerania.
El asentamiento tiene una población de 26 habitantes.